# Морес
Морес (итал. Mores) — коммуна в Италии, располагается в регионе Сардиния, в провинции Сассари.
Население составляет 2025 человек (2008 г.), плотность населения составляет 21 чел./км². Занимает площадь 95 км². Почтовый индекс — 7013. Телефонный код — 079.
Покровительницей населённого пункта считается святая великомученица Екатерина Александрийская, празднование 25 ноября.

## Демография
Динамика населения:

## Города-побратимы
- Санто-Джулетта, Италия

## Администрация коммуны
- Официальный сайт: http://www.comune.mores.ss.it/